# Estrella Zeledón Lizano
Estrella Zeledón Lizano (San José, 21 de abril de 1929 - 10 de abril de 2019) fue una mujer costarricense, primera dama de Costa Rica de 1978 a 1982.

## Biografía
Fue hija de Jorge Zeledón Venegas y María Lizano Matamoros, nieta del presidente Saturnino Lizano Gutiérrez.
Cursó estudios en el Colegio Nuestra Señora de Sion, en San José.
Se casó en San José el 16 de abril de 1947 con Rodrigo Carazo Odio, con el que tuvo cinco hijos: Rodrigo, Mario, Álvaro, Rolando y Jorge Carazo Zeledón.
De 1981 a 1985 formó parte del Consejo Ejecutivo de la Organización de las Naciones Unidas para la Educación, la Ciencia y la Cultura, (UNESCO).